# Distretto di Tuzluca
Il distretto di Tuzluca (in turco Tuzluca ilçesi) è uno dei distretti della provincia di Iğdır, in Turchia.
| Controllo di autorità | VIAF (EN) 295603615 · LCCN (EN) no2013008763 |